# Númenor
Númenor est une île du légendaire de l'écrivain britannique J. R. R. Tolkien. Elle apparaît de manière allusive dans Le Seigneur des anneaux, et de façon plus détaillée dans Le Silmarillion et les Contes et légendes inachevés.
Située au large des rivages occidentaux de la Terre du Milieu, cette vaste île en forme d'étoile est tirée des eaux par les Valar à la fin du Premier Âge, comme récompense pour les Hommes ayant combattu Morgoth. 
Au cours du Second Âge, les Númenóréens constituent une civilisation brillante et avancée, en contact fréquent avec les Eldar, mais ils ressentent durement leur condition mortelle. Au fil des siècles, le désir d'immortalité des Númenóréens devient si ardent que durant le règne de Tar-Ancalimon (le quatorzième Roi de Númenor), son peuple connait la division. D'un côté, le parti le plus nombreux nommé « les Hommes du Roi » que l'orgueil pousse à rejeter les Eldar et les Valar et de l'autre, « les Elendili » (les Amis des Elfes) qui restent loyaux envers le Roi et sa Maison tout en conservant l'amitié des Eldar et des Valar.
Cependant, le dernier Roi de Númenor (Ar-Pharazôn), apprenant que Sauron a considérablement étendu son royaume et qu'il voue une haine sans borne aux Númenóréens, décide de faire la guerre à Sauron. Ce dernier est finalement pris en otage et conduit à Númenor. Au bout de quelques années, Sauron devient un proche conseiller du Roi. Puis, il s'applique à corrompre ce dernier en le poussant à rejeter complètement les Valar et les Eldar, notamment en révérant le Roi de la nuit, Morgoth et en abattant l'Arbre Blanc du Roi, Nimloth. Lorsque la vie d'Ar-Pharazôn arrive à son terme, Sauron suggère au Roi de prendre ce qui lui revient de droit, le secret de l'immortalité. Ainsi le Roi et sa flotte se dirigent vers Valinor pour livrer bataille aux Valar et leur arracher le secret de la vie éternelle. L'île est finalement submergée par Ilúvatar appelé par Manwë, et seuls quelques Númenóréens restés fidèles aux Valar parviennent à échapper au cataclysme : ils se réfugient en Terre du Milieu où ils fondent les royaumes d'Arnor et de Gondor.
De l'aveu même de Tolkien, Númenor constitue une variation de l'histoire de l'Atlantide.

## Étymologie
Le terme « Númenor » dérive du quenya Númenórë (littéralement la « terre de l'ouest »), traduit par Tolkien en Westernesse (Ouistrenesse ou Occidentale en français, selon les traductions). En adûnaic, le nom de l'île est Anadûne.

## Géographie
L'île de Númenor est située dans la Grande Mer, entre la Terre du Milieu et les Terres Immortelles. Elle est façonnée par les Valar au début du Second Âge en cadeau aux trois maisons humaines qui ont combattu Morgoth au Premier Âge. C'est pourquoi l'un des noms de l'île est Andor, « Pays du Don » en quenya. Un autre nom qu'on lui donnait était Elenna, « Vers l'Étoile », car les Dúnedain furent menés à elle par l'Étoile d'Eärendil et parce que l'île avait la forme d'une étoile à cinq branches.
Númenor est divisée en six régions, correspondant à chacune des branches plus la région centrale :
- le Forostar au nord ;
- l'Andustar à l'ouest ;
- le Hyarnustar au sud-ouest ;
- le Hyarrostar au sud-est ;
- l'Orrostar à l'est ;
- et le Mittalmar au cœur des terres.

En son centre se dresse son point culminant, le Meneltarma (« Pilier des Cieux »). Cette montagne est sacrée pour les Númenóréens, qui en ont fait un sanctuaire à Eru Ilúvatar. Seuls les rois de Númenor sont autorisés à parler en son sommet, et aucune construction ne s'y dresse. À sa base, la pente est douce et recouverte d'herbes : les cinq Tarmasundar, « Racines du Pilier », se ramifient en direction des cinq péninsules. Cependant, près du sommet, la dénivellation est plus importante et l'ascension plus difficile alors que son sommet est plat et légèrement en dépression vers son centre. Au début du Second Âge, les rois font bâtir une route en spirale menant au sommet, démarrant au versant sud de la montagne et grimpant jusqu'au bord du sommet côté nord. Les tombes des rois se trouvaient au pied de la montagne, dans la vallée de Noirinan, située entre deux des Tarmasundar.

### Le Forostar
La région de Forostar (« Terres du Nord ») correspond à la branche nord de l'île. Elle est bordée à l'ouest par l'Andustar, à l'est par l'Orrostar et au sud par le Mittalmar.
C'est la région la moins fertile de toute l'île, étant principalement rocailleuse. Seul le versant ouest présente quelques arbres, notamment des sapins et des mélèzes au milieu de la bruyère. Le versant ouest présente également de hautes falaises et le pic du Sorontil, dont les parois abruptes s'enfoncent à pic dans la mer. Au sommet de cette montagne nichent de nombreux aigles, d'où son nom, qui signifie « Pointe des Aigles » (de soron « aigle » et til(de) « pointe, corne »). C'est également en haut du Sorontil que Meneldur, futur cinquième roi de Númenor féru d'astronomie, fait construire une tour afin d'observer le ciel nocturne.

### L'Andustar
L'Andustar (« Terres de l'Ouest ») est la région occidentale de l'île. Elle est bordée par le Forostar au nord, le Hyarnustar au sud-ouest et le Mittalmar au sud-est.
Le nord de l'Andustar est rocheux, mais sa partie méridionale est plus fertile. L'ensemble de la région est couvert de forêts : au nord des bois de sapins, et plus au sud, des bois de bouleaux et de hêtres en hauteur, de chênes et d'ormes dans les basses terres.

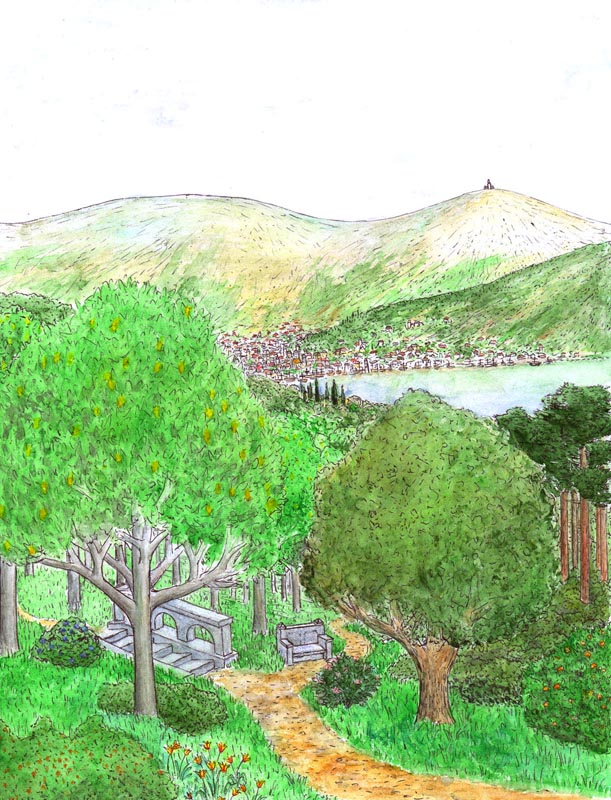
Représentation de Nísimaldar.

À l'ouest, la côte se découpe en petites baies dont les rivages s'élèvent en retrait, les falaises qu'ils forment s'adoucissant généralement avant d'atteindre la mer. La plus au nord de ces baies est celle d'Andúnië, au fond de laquelle est niché le port du même nom. Au sud, entre Andustar et Hyarnustar, se trouve la grande baie d'Eldanna (« vers les Eldar », nommée ainsi car tournée vers Eressëa) où se jette le Nunduinë, l'un des principaux fleuves de l'île, après avoir alimenté le lac de Nísinen. À l'embouchure du fleuve se trouve le port d'Eldalondë (« Havre des Eldar ») la Verte.
La région autour d'Eldalondë est réputée pour ses arbres aux riches senteurs et vives couleurs, apportés par les Eldar, qui ne poussent que dans cette région, appelée Nísimaldar « Arbres aromatiques ». Parmi ces essences, l'oiolairë, le lairelossë, le nessamelda, le vardarianna, le taniquelassë, le yavannamirë et le malinornë (ou mallorn).

### Le Hyarnustar
Le Hyarnustar (« Terres du Sud-Ouest ») correspond à la branche sud-ouest de l'île. Il est bordé au nord par l'Andustar, à l'est par le Hyarrostar et au nord-est par le Mittalmar.
La région présente deux profils très différents à l'ouest et à l'est. De vastes régions montagneuses occupent l'ouest et le sud, faisant face à la mer, en falaises, tandis que l'est est une terre fertile et beaucoup plus chaude, réputée pour ses vignobles. Les côtes du sud-est sont des plages qui s'étendent jusqu'au Hyarrostar.
Le principal fleuve de Númenor, le Siril, marque la frontière entre Hyarnustar et Hyarrostar. Après avoir pris sa source au sud du Meneltarma, dans la vallée de Noirinan, le Siril circule à travers le Mittalmar méridional et forme en Hyarnustar un fleuve aux lents méandres, aboutissant à un vaste delta peuplé de nombreux pêcheurs. Le principal de leurs villages, bâtis sur les hauts fonds dans les lagunes, est celui de Nindamos.

### Le Hyarrostar
La région du Hyarrostar (« Terres du Sud-Est ») correspond à la branche sud-est de l'île. Elle est bordée à l'ouest par le Hyarnustar et au nord-ouest par le Mittalmar.
Le Hyarrostar est une région assez fertile à l'ouest, a contrario de la partie nord-est qui, elle, est constamment balayée par un assez fort vent d'est. La partie méridionale du Hyarrostar est bordée de plages de sables blancs et de galets gris qui rejoignent le Hyarnustar.
Au Hyarrostar poussent des arbres de toutes espèces, notamment le laurinquë, dont les longues grappes de fleurs font penser (à tort) qu'il s'agit d'un descendant de l'Arbre d'Or de Valinor. Ces plantations d'arbres remontent au règne de Tar-Aldarion, le sixième roi de Númenor, qui avait besoin de bois pour les nombreux navires qui se construisaient en son temps.

### L'Orrostar
L’Orrostar (« Terres de l'Est ») correspond à la branche est de l'île. C'est une terre céréalière, protégée des vents froids du Nord par une élévation rocheuse.

### Le Mittalmar
Le Mittalmar (« Intérieur des Terres ») s'étend au cœur de l'île. En son centre s'élève le Meneltarma, la plus haute montagne de l'île, à l'est de laquelle se trouve Armenelos, capitale des rois de Númenor. C'est là que pousse l'Arbre Blanc.
La région est presque entièrement enclavée, n'ayant de contact avec la mer qu'à l'est, où se trouve la ville portuaire de Rómenna (« Vers l'Est »). Situé au fond de la baie du même nom, Rómenna est le principal port du royaume insulaire et le point de départ des explorateurs qui se rendent en Terre du Milieu. Vers la fin du Second Âge, elle devient le fief des Fidèles attachés au respect des lois des Valar. C'est de là que partent les navires d'Elendil et ses fils, les fondateurs de l'Arnor et du Gondor.
La région autour d'Armenelos et Rómenna, la plus densément peuplée de l'île, a pour nom Arandor (« Terre du Roi »).
Le sud-ouest du Mittalmar constitue l'Emerië. C'est une région de collines herbeuses où les Dúnedain élèvent des moutons.

## Histoire interne
Le premier roi de Númenor est Elros, le fils d'Eärendil. Il prend le nom de Tar-Minyatur et règne quatre cent dix années, de l'an 32 à l'an 442 du Second Âge : en même temps qu'un pays où vivre, les Dúnedain ont reçu des Valar une espérance de vie accrue. Ils deviennent un peuple de marins chevronnés, reposant le pied en Terre du Milieu en 600 S.A., mais les Valar leur interdisent de jamais naviguer vers l'ouest au point où leur île ne leur serait plus visible, afin qu'ils ne posent pas le pied en Valinor. En Terre du Milieu, les Númenóréens ont alors des relations généralement amicales avec les Hommes moindres, leur enseignant techniques agricoles et médicales.
Les relations entre Númenor et les Eldar, tant ceux d'Eressëa que de la Terre du Milieu, sont amicales pendant de nombreux siècles. Au début du XVIIIe siècle, les Dúnedain combattent Sauron aux côtés de Gil-galad. Le roi Tar-Minastir envoie une puissante armada au secours des Elfes qui repousse Sauron, faisant naître chez ce dernier la haine des Númenóréens.
Après cette guerre, la jalousie des Númenóréens envers les Eldar et leur envie d'immortalité croissent, et ils commencent à se rebeller contre l'autorité des Valar, cherchant comment atteindre la vie éternelle qui leur avait été, croyaient-ils, interdite. Leur politique en Terre du Milieu se durcit : ils débutent une vaste entreprise de colonisation, réduisant les autochtones en esclavage. Leur empire ne connaît bientôt aucun rival, si ce n'est Sauron qui, depuis son bastion du Mordor dans sa haute tour de Barad-dûr, a étendu son emprise à l'intérieur des terres. Les Númenóréens se divisent alors en deux factions : la principale, les Hommes du Roi, approuve entièrement ces événements, tandis qu'une minorité, les Fidèles, souhaite revenir à l'amitié envers les Eldar et les Valar. Ils sont peu écoutés, voire persécutés.
En 3255 S.A., le roi de Númenor Ar-Pharazôn débarque en Terre du Milieu, à Umbar. Impressionnées par le pouvoir de Númenor, les armées de Sauron s'enfuient sans livrer combat et celui-ci feint de capituler. Il est emmené à Númenor comme otage, mais ne tarde pas à devenir le conseiller le plus écouté du roi. Il promet aux Númenoréens la vie éternelle et les pousse à vénérer Melkor. Un temple dédié au Seigneur des Ténèbres est construit à Armenelos, et Sauron y procède à des sacrifices humains.
Sous l'impulsion de Sauron, et craignant la mort, le vieillissant Ar-Pharazôn fait construire une grande flotte et la mène vers l'ouest pour faire la guerre aux Valar et prendre possession des Terres Immortelles où, croyaient les Númenóréens, ils deviendraient immortels. En 3319 S.A., Ar-Pharazôn pose le pied sur les rives d'Aman. Les Valar refusant d'intervenir contre lui, Manwë, leur seigneur, fait appel à Eru qui fait naître un gigantesque cataclysme : Aman est définitivement séparée du reste du monde, qui devient sphérique, Ar-Pharazôn et les hommes qui ont débarqué avec lui sont ensevelis tandis que Númenor et la flotte d'invasion sont englouties par les eaux en furie. Seuls les Fidèles, menés par Elendil, parviennent à fuir et à rallier la Terre du Milieu.
Après sa chute, Númenor est appelée Atalantë, « l'Engloutie », Akallabêth en adûnaic (qui est aussi le nom du récit relatant l'histoire de l'île et sa chute), mais aussi Mar-nu-Falmar « la Terre sous les Vagues ».

## Culture
La population de Númenor est essentiellement constituée d'humains. Avant que l'Ombre ne s'étende sur l'île, dans les villes les plus à l'ouest comme Andúnië, en Andustar, vivent toutefois quelques Eldar venant de Tol Eressëa. Le peuple de Númenor, les Númenóréens, aussi connus sous le nom de Dúnedain, entretiennent durant la première moitié du Second Âge des liens amicaux avec les Eldar, et ils parlent donc le quenya et le sindarin, mais aussi leur propre langue, l'adûnaic.
Les Númenóréens sont très avancés dans les domaines de la science et de l'artisanat, en particulier la construction navale. Ils sont également de bons éleveurs, notamment de chevaux et de moutons. Peuple paisible, ils sont néanmoins d'excellents guerriers. Durant leurs derniers siècles, ils se vouent tout particulièrement à la médecine, obsédés par l'idée de prolonger leurs vies.

## Analyse
Númenor est, dans le Seigneur des anneaux, un des aspects de la perte et de la nostalgie, renvoyant aux autres pertes qui, développées dans le Silmarillion, ne sont que des allusions dans les romans du Troisième Âge.
Númenor est explicitement une référence à l'Atlantide.

« La Chute de Númenor : une variante particulière de la tradition de l'Atlantide. »

— J. R. R. Tolkien

## Héritages et adaptations
Le roman de C. S. Lewis Cette hideuse puissance (1945), troisième tome de la Trilogie cosmique, fait référence à « Numinor […] et le Vrai Ouest », que Lewis expliqua comme faisant partie d'une création de J. R. R. Tolkien encore non publiée. C'est l'un des nombreux exemples de rapprochement entre les romans de Lewis et de Tolkien, membres tous deux des Inklings.